# HDV

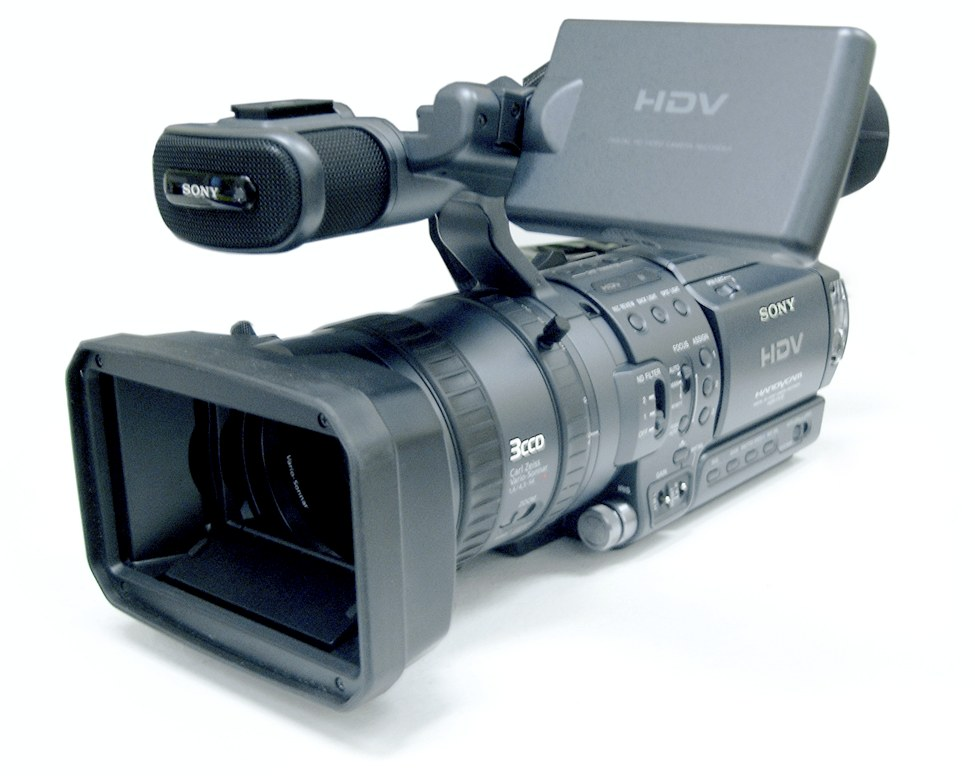
La videocámara profesional Sony HDR-FX1 HDV.

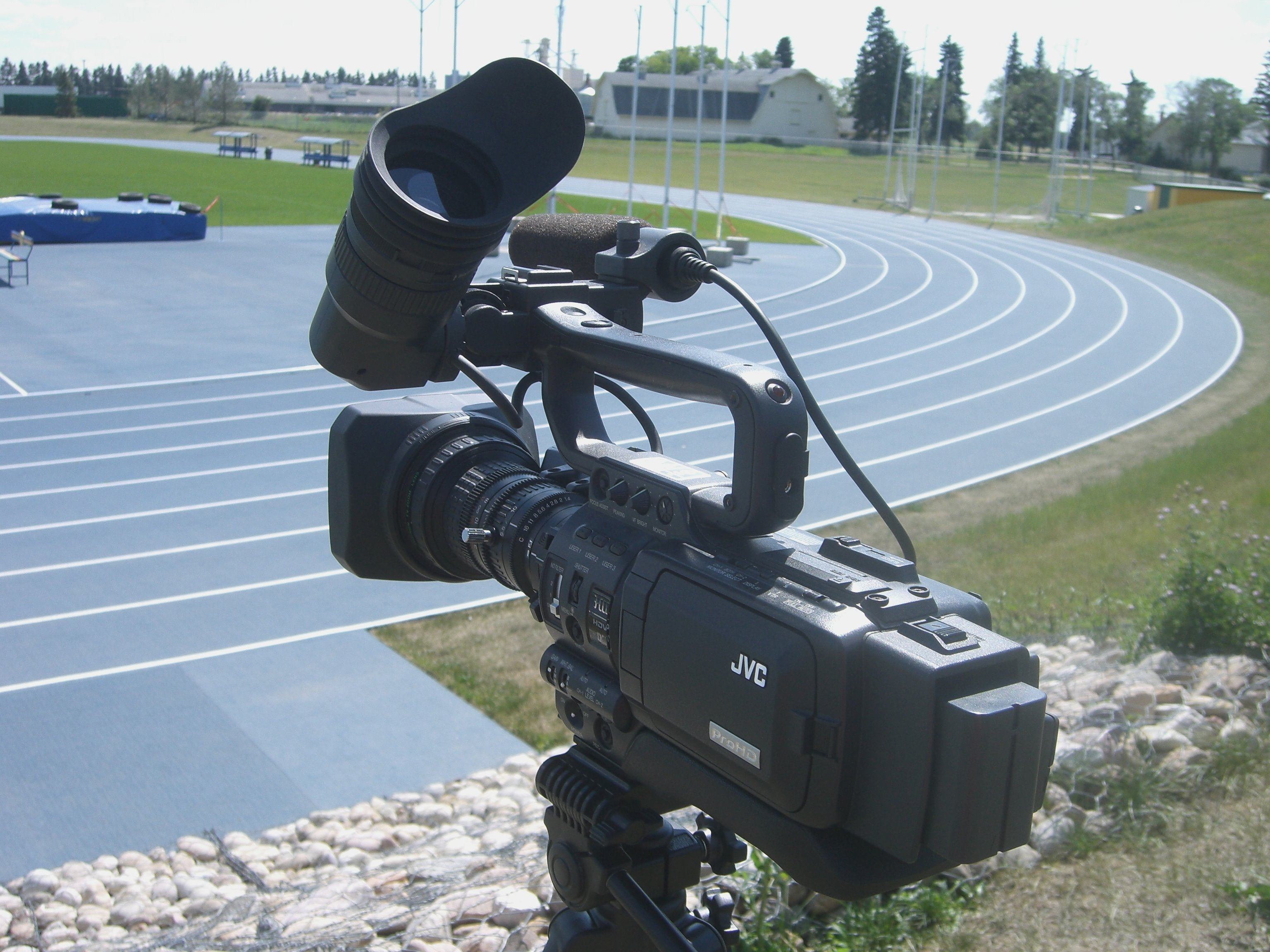
JVC GY-HD100.

HDV son las siglas en inglés de High Definition Video, es decir, vídeo de alta definición.
En un anuncio en prensa presentando la aparición del formato HDV, realizado en Tokio (Japón) el 30 de septiembre de 2003, Canon Inc., Sharp Corporation, Sony Corporation y JVC (Japan Victor Company), anunciaron las especificaciones del formato digital de grabación y reproducción en alta definición sobre cinta DV, bautizado con el nombre de formato “HDV”.[cita requerida]
El HDV es un formato de vídeo que usa las propias cintas Digital Video (DV o MiniDV) como soporte de grabación y mantiene una tasa de transferencia de datos de 25 Mbit/s en formato de vídeo HD entrelazado 1080/60i o 1080/50i, y 19 Mbit/s en progresivo 720/60p, 720/30p, 720/50p, 720/25p y 720/24p. Usando el códec HDV (basado en MPEG-2), se consigue la grabación en alta definición con más compresión, comparando con el DV. El formato aprovecha las complejas mecánicas de cinta muy evolucionadas del DV para ofrecer sobre el mismo soporte alta definición y aprovecha todas las ventajas que brinda el formato DV como son: cintas económicas, fáciles de encontrar en el mercado, tiempos de grabación superiores a las cuatro horas y media, camcorders muy compactos y camcorders de hombro profesionales, magnetoscopios de estudio con diferentes soluciones según necesidades, etcétera.[cita requerida]
El sistema de compresión de Sony utiliza un GOP de 15 cuadros debido al sistema entrelazado 1080i, menos efectivo que el progresivo 720p de JVC que usa solo 8 cuadros.
A nivel de equipos de consumo, el formato que se implementa en el mercado es el 1080i.
A nivel de equipos profesionales hay división de opiniones, algunos fabricantes solo utilizan el 1080i, otros solo el 720p y otros hacen equipos que utilizan ambos formatos.

## Formato HDV-1
Está basado en formato 720 progresivo (720p), con una resolución nativa de 1280 x 720 píxeles.

## Formato HDV-2
Está basado en formato 1080 entrelazado (1080i), con una resolución nativa de 1440 x 1080 píxeles.

## Especificaciones
| Formato                                    | HDV 720p                                                                                    | HDV 1080i                                                                                   |
| ------------------------------------------ | ------------------------------------------------------------------------------------------- | ------------------------------------------------------------------------------------------- |
| Media                                      | Cinta (tape) DV o MiniDV                                                                    | Cinta (tape) DV o MiniDV                                                                    |
| Vídeo                                      |                                                                                             |                                                                                             |
| Señal de vídeo                             | 720/60p, 720/30p, 720/50p, 720/25p (720/24p)                                                | 1080/60i, 1080/50i (1080/30p, 1080/25p, 1080/24p)                                           |
| Tamaño de cuadro en píxeles                | 1280 x 720                                                                                  | 1440 x 1080                                                                                 |
| Frame aspect ratio                         | 16:9                                                                                        | 16:9                                                                                        |
| Compresión                                 | MPEG-2 Video (profile & level: MP@HL)                                                       | MPEG-2 Video (profile & level: MP@H-14)                                                     |
| Frecuencia de muestreo para luminancia     | 74.25 MHz                                                                                   | 55.6875 MHz                                                                                 |
| Formato muestreo de color                  | 4:2:0                                                                                       | 4:2:0                                                                                       |
| Cuantización                               | 8 bits (tanto luminancia como crominancia)                                                  | 8 bits (tanto luminancia como crominancia)                                                  |
| Tasa de ancho de bits del vídeo comprimido | ~19.7 Mbit/s                                                                                | ~25 Mbit/s                                                                                  |
| Audio                                      |                                                                                             |                                                                                             |
| Compresión                                 | MPEG-1 Audio Layer II, PCM                                                                  | MPEG-1 Audio Layer II                                                                       |
| Frecuencia de muestreo                     | 48 kHz                                                                                      | 48 kHz                                                                                      |
| Cuantización                               | 16 bits                                                                                     | 16 bits                                                                                     |
| Compressed audio bitstream rate            | 384 kbit/s (192 kbit/s por canal)                                                           | 384 kbit/s (192 kbit/s por canal)                                                           |
| Modo audio                                 | Estéreo (2 canales); opcional 4-canales MPEG-2 Audio Layer II at 96 kbit/s per channel mode | Estéreo (2 canales); opcional 4-canales MPEG-2 Audio Layer II at 96 kbit/s per channel mode |
| Sistema                                    |                                                                                             |                                                                                             |
| Tipo Stream                                | MPEG-2 transport stream                                                                     | MPEG-2 transport stream                                                                     |
| Interfaz de Stream                         | IEEE 1394a Apple FireWire 400 or Sony i.LINK (MPEG-2 TS)                                    | IEEE 1394a Apple FireWire 400 or Sony i.LINK (MPEG-2 TS)                                    |
| Extensión de archivos                      | .m2t (generalmente)                                                                         | .m2t (generalmente)                                                                         |